# 黑鸝屬
黑鸝屬（學名：Agelaius）是新世界雀鳥的擬黃鸝科下的一個屬。其下包括有五個以昆蟲為食的鳥類生物物種，生活在草地上。雄性通常是黑色，上面有多彩的色斑，位於肩上或頭上。雌性比較單調，外表有點像美國麻雀。

## 物種
黑鸝屬包括以下物種：
- 紅翅黑鸝 Agelaius phoeniceus
- 紅肩黑鸝 Agelaius assimilis
- 三色黑鸝 Agelaius tricolor
- 黄褐肩黑鸝 Agelaius humeralis
- 黃肩黑鸝 Agelaius xanthomus

## 外部連結
- Meadowlarks on Enature
- Sturnella videos, photos and sounds on the Internet Bird Collection